# غوردون فورستر
غوردون فورستر هو سياسي كندي، ولد في 30 أبريل 1884 في كندا، وتوفي في 23 يوليو 1964. حزبياً، نشط في إتحاد مزارعي ألبرتا ‏. وقد انتخب عضو الجمعية التشريعية ألبرتا.